# Mirko Bagar
Mirko Bagar, slovenski organizator študentskega gibanja, * 25. januar 1919, Gornji Petrovci, † 16. januar 1945, Budimpešta.
Študij medicine je začel 1938 na ljubljanski Medicinski fakulteti in tu postal eden vodilnih napredno usmerjenih študentov, ki so se združevali v Slovenskem klubu. Ustanavljal je skojevske organizacije in bil nekaj časa sekretar univerzitetne partijske organizacije študentov. Leta 1940 je organiziral 1. konferenco Skoja na Univerzi v Ljubljani. Po okupaciji Kraljevine Jugoslavije je s Štefanom Kovačem deloval v Pomurju pri pripravah na narodnoosvobodilni boj. Julija 1941 so ga madžarski fašisti aretirali in poslali v kazenski bataljon, od koder je pobegnil k Rdeči armadi. Padel je v bojih za osvoboditev Budimpešte.